# 콜름 피오
콜름 피오(Colm Feore, 1958년 8월 22일 ~ )는 미국과 캐나다의 배우이다. 부모는 아일랜드계이며, 미국에서 태어나 캐나다로 이주하였다.

## 출연 작품

### 영화
- 아이언 이글 2 (1988)
- 맨하탄에 밤이 오면 (1997)
- 페이스 오프 (1997)
- 시티 오브 엔젤 (1998)
- 레드 바이올린 (1998)
- 인사이더 (1999)
- 타이투스 (1999)
- 토마스와 마법 기차 (2000) - 목소리
- 케이브맨 (2001)
- 진주만 (2001)
- 썸 오브 올 피어스 (2002)
- 시카고 (2002)
- 하이웨이맨 (2004)
- 내셔널 시큐리티 (2003)
- 페이첵 (2003)
- 리딕: 헬리온 최후의 빛 (2004)
- 거래 (2005)
- 엑소시즘 오브 에밀리 로즈 (2005)
- 굿 캅 배드 캅 (2006, Bon Cop, Bad Cop)
- 체인질링 (2008)
- 토르: 천둥의 신 (2011)
- 잭 라이언: 코드네임 쉐도우 (2014)
- 어메이징 스파이더맨 2 (2014)
- 엘리펀트 송 (2014)
- 험악한 꿈 (2016)
- 마담 싸이코 (2018)
- 아논 (2018)
- 프로디지 (2019)
- 트리거 포인트 (2021) - 엘리아스 케인 역
- 마이 뉴욕 다이어리 (2021) - 다니엘 역

### 텔레비전
- Storm of the Century (1999)